# Karl Nieling
Karl Nieling war ein deutscher Turner aus Düsseldorf.
Nieling erreichte bei den Deutschen Turnmeisterschaften im Jahr 1951 im olympischen Zwölfkampf den 6. Platz.
Am 17. Mai 1953 unterlag er mit der deutschen Riege der Schweiz vor 12.000 Zuschauern.
Im März 1955 wurde er vom Deutschen Turner-Bund für die Teilnahme an einem Länderkampf im Kunstturnen zwischen der Schweiz und Deutschland in Zürich nominiert.